# Сідар-Гілл (Міссурі)
Сідар-Гілл (англ. Cedar Hill) — переписна місцевість (CDP) в США, в окрузі Джефферсон штату Міссурі. Населення — 1875 осіб (2020).

## Географія
Сідар-Гілл розташований за координатами 38°21′27″ пн. ш. 90°38′27″ зх. д. / 38.35750° пн. ш. 90.64083° зх. д. (38.357542, -90.640958).  За даними Бюро перепису населення США в 2010 році переписна місцевість мала площу 5,94 км², уся площа — суходіл.

## Демографія
Згідно з переписом 2010 року, у переписній місцевості мешкала 1721 особа в 641 домогосподарстві у складі 452 родин. Густота населення становила 290 осіб/км².  Було 692 помешкання (116/км²).
Расовий склад населення:
| - 97,7 % — білих - 0,5 % — чорних або афроамериканців - 0,4 % — азіатів - 0,3 % — корінних американців |

До двох чи більше рас належало 1,1 %. Частка іспаномовних становила 1,2 % від усіх жителів.
За віковим діапазоном населення розподілялося таким чином: 25,4 % — особи молодші 18 років, 64,7 % — особи у віці 18—64 років, 9,9 % — особи у віці 65 років та старші. Медіана віку мешканця становила 37,0 року. На 100 осіб жіночої статі у переписній місцевості припадало 97,4 чоловіків;  на 100 жінок у віці від 18 років та старших — 97,5 чоловіків також старших 18 років.
Середній дохід на одне домашнє господарство  становив 58 390 доларів США (медіана — 55 156), а середній дохід на одну сім'ю — 62 008 доларів (медіана — 60 104). Медіана доходів становила 40 357 доларів для чоловіків та 57 708 доларів для жінок. За межею бідності перебувало 11,5 % осіб, у тому числі 16,0 % дітей у віці до 18 років та 0,0 % осіб у віці 65 років та старших.
Цивільне працевлаштоване населення становило 720 осіб. Основні галузі зайнятості: освіта, охорона здоров'я та соціальна допомога — 22,8 %, транспорт — 14,0 %, фінанси, страхування та нерухомість — 9,9 %, будівництво — 9,4 %.